# Adnan Sečerović
Adnan Sečerović (Živinice, 1º dicembre 1991) è un calciatore bosniaco, centrocampista del Tuzla City.

## Carriera
Iniziò la sua carriera al Roda JC, nel 2010 fu mandato in prestito al N.E.C.